# Ragbi savez Srbije
Serbski Związek Rugby – ogólnokrajowy związek sportowy, działający na terenie Serbii, posiadający osobowość prawną, będący jedynym prawnym reprezentantem serbskiego rugby 15-osobowego i 7-osobowego, zarówno wśród mężczyzn, jak i kobiet we wszystkich kategoriach wiekowych w kraju i za granicą. Jest spadkobiercą Jugosłowiańskiej Federacji Rugby.
Odpowiedzialny jest za prowadzenie serbskich drużyn narodowych, a także za szkolenie zawodników oraz organizowanie krajowych rozgrywek ligowych i pucharowych. Zrzesza 17 klubów i około 1500 zawodników.
Historia serbskiego rugby sięga czasów pierwszej wojny światowej, związek natomiast został utworzony w lipcu 1954 r. W 1964 r. został członkiem FIRA-AER, a w 1988 roku członkiem IRB. Pierwszy międzypaństwowy mecz zorganizował 2 sierpnia 1968 r.